# 阿克吐木斯克牧场
阿克吐木斯克牧场，是中华人民共和国新疆维吾尔自治区阿勒泰地区阿勒泰市下辖的一个乡镇级行政单位。

## 行政区划
阿克吐木斯克牧场下辖以下地区：
小喀拉苏村、莫英村、阿克吐木斯克牧场村、喀木斯特库都克村、克依干库都克村、克孜勒喀巴克村、喀拉布尔宫村和阿克塔斯村。